# Mirosław Justek
Mirosław Justek (Słupsk, 1948. szeptember 23. – Poznań, 1998. január 24.) lengyel válogatott labdarúgó.
A lengyel válogatott tagjaként részt vett az 1978-as világbajnokságon.

## Pályafutása

### Klubcsapatokban
A szülővárosában, a Cieśliki Słupsk klub ifjúsági csapatában kezdte a pályafutását. 1966-ban a Pogoń Szczecinbe igazolt, ahol 10 szezonban játszott a klub színeiben, és 153 bajnoki mérkőzésen 13 gólt ért el. Innen 1976-ban a Lech Poznańhoz került. Három évet töltött Poznańban, a kék-fehér színekben összesen 93 meccsen lépett pályára, és tíz gólt szerzett.
Külföldre 1979-ben Belgiumba ment, ahol a Royal Antwerpben és a Sporting Charleroiban játszott. 1983-ban az alacsonyabb osztályú RCS Libramontois klubban fejezte be az aktív pályafutását. Az UEFA-kupában 2 mérkőzésen szerepelt.
1998. január 24-én hunyt el, 49 évesen szívinfarktusban. A poznańi Junikowo temetőben temették el.

### A válogatottban
1978 márciusában és áprilisában Justek három mérkőzést játszott a lengyel válogatottban, amelyeken nem szerzett gólt. Az 1978-as argentin világbajnokságon Justek a lengyel csapat keretébe tartozott, de nem lépett pályára a tornán.